# Вітухово
Вітухово (пол. Wituchowo) — село в Польщі, у гміні Квільч Мендзиходського повіту Великопольського воєводства.
Населення — 87 осіб (2011).
У 1975-1998 роках село належало до Познанського воєводства.

## Демографія
Демографічна структура станом на 31 березня 2011 року:
|          | Загалом | Допрацездатний вік | Працездатний вік | Постпрацездатний вік |
| -------- | ------- | ------------------ | ---------------- | -------------------- |
| Чоловіки | 43      | 10                 | 29               | 4                    |
| Жінки    | 44      | 9                  | 27               | 8                    |
| Разом    | 87      | 19                 | 56               | 12                   |